# Wyoming
Wyoming (IPA: [waɪˈoʊmɪŋ], kiejtéseⓘ) az Amerikai Egyesült Államok 44. tagállama. Az USA nyugati részén helyezkedik el, nagy részén a Sziklás-hegység hegyei találhatóak, legkeletibb része magasan fekvő síkság. Valamivel több mint félmilliós lakosságával a legkisebb népességű és a második legkisebb népsűrűségű tagállam (Alaszka után). Fővárosa és legnagyobb városa Cheyenne.

## Földrajz

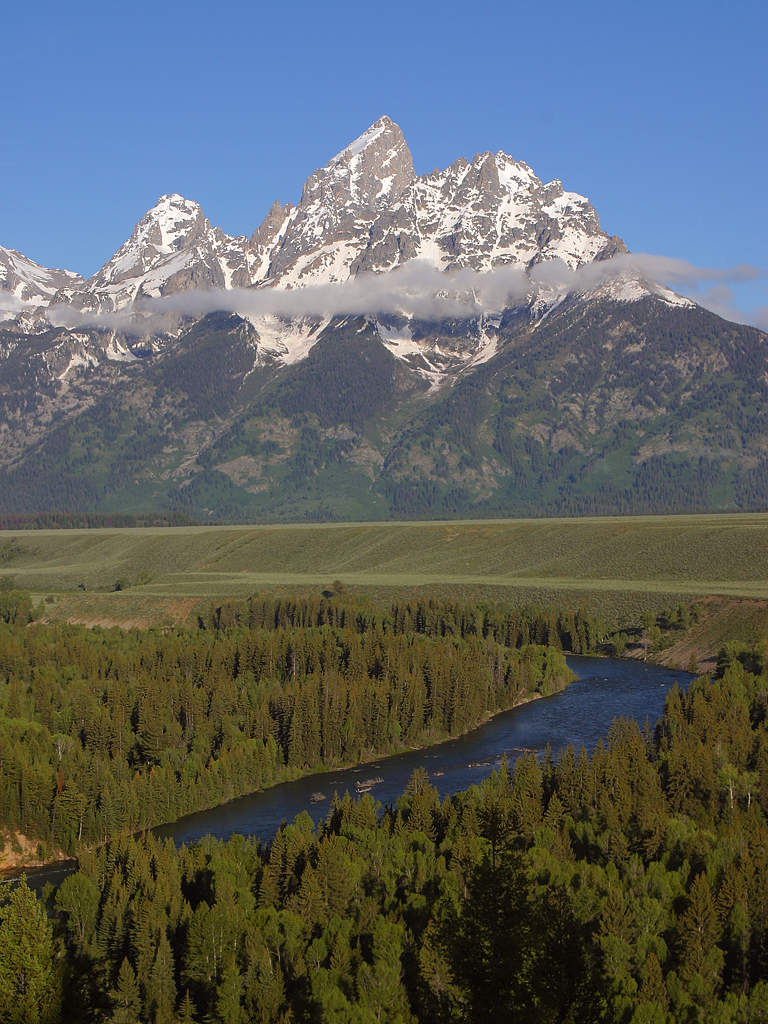
A Teton-hegylánc

Wyoming északi szomszédja Montana, keleti szomszédai Dél-Dakota és Nebraska, déli szomszédja Colorado, délnyugati szomszédja Utah, a nyugati pedig Idaho. Wyomingban 23 megye található, ezek alapterülete 253 348 km². Wyoming ezzel az USA tizedik legnagyobb állama. A nagyjából négyszög alakú állam észak-déli irányban 444 km, kelet-nyugati irányban 603 km széles.
A Great Plains-síkság Wyomingban ér véget, ahol a Sziklás-hegységgel találkozik. Az állam tulajdonképpen egy nagy fennsíkon található, amelyet több hegylánc szel át. Ezek északnyugaton az Absaroka-, az Owl Creek-, a Gros Ventre-, a Wind River- és a Teton-hegyláncok; északon a Big Horn-hegység; északkeleten a Black Hills; délen pedig a Laramie, Snowy és Sierra Madre.
Wyomingban kevés csapadék, éves szinten alig 250 mm esik, ezért a mezőgazdasági termesztés lehetőségei korlátozottak. A mezőgazdaság főleg nagyméretű ranch-eken folytatott marhatenyésztésből áll.
Az állam déli részén található Snowy-hegylánc megjelenésében és geológiájában is a coloradói Sziklás-hegységhez tartozik. Az állam közepén található Wind River-hegylánc nem csatlakozik a Sziklás-hegység többi részéhez, ám itt található az állam legmagasabb pontja, a 4210 méter magas Gannett Peak. Az állam északi részén a Big Horn-hegység nagyrészt szintén nincs kapcsolatban a Sziklás-hegységgel.
Az északnyugati 80 km hosszú Teton-hegylánc az állam leglátványosabb hegyi területe. Itt található a 4197 méter magas Grand Teton, az állam második legmagasabb hegycsúcsa, valamint a Grand Teton Nemzeti Park, a Teton-hegylánc legmutatósabb természeti értékeit megőrző természetvédelmi terület.
Wyomingot több folyó is átszeli, így a Yellowstone, a Powder River, a Green River és a Snake River.
Az állam déli részén válik ketté a kontinentális vízválasztó. A Nagy-vízválasztó-medence néven is ismert területre hulló csapadék az egyik óceánba se folyik le. Ehelyett, a wyomingi általános szárazság miatt a csapadék a talajba szivárog vagy elpárolog. A vízválasztótól keletre hulló csapadék a Missouri-folyó vízgyűjtőjébe, onnan pedig az Atlanti-óceánba jut. Ilyen folyó a Yellowstone, a Platte, a Wind és a Big Horn. Az északnyugati Snake River a Columbia folyón át a Csendes-óceánba ömlik. A Green River a Colorado folyó vízgyűjtőjén keresztül is ez utóbbi óceánba jut.

### Védett területek
A National Park Service által felügyelt fontosabb védett területek:
- Bighorn Canyon Nemzeti Pihenőterület
- California Nemzeti Történelmi Ösvény
- Devils Tower Nemzeti Emlékmű
- Fort Laramie Nemzeti Történelmi Emlékhely
- Fossil Butte Nemzeti Emlékmű
- Grand Teton Nemzeti Park
- John D. Rockefeller Jr. Parkosított Emlékút
- Mormon Pionír Nemzeti Történelmi Ösvény
- Oregon Nemzeti Történelmi Ösvény
- Pony Express Nemzeti Történelmi Ösvény

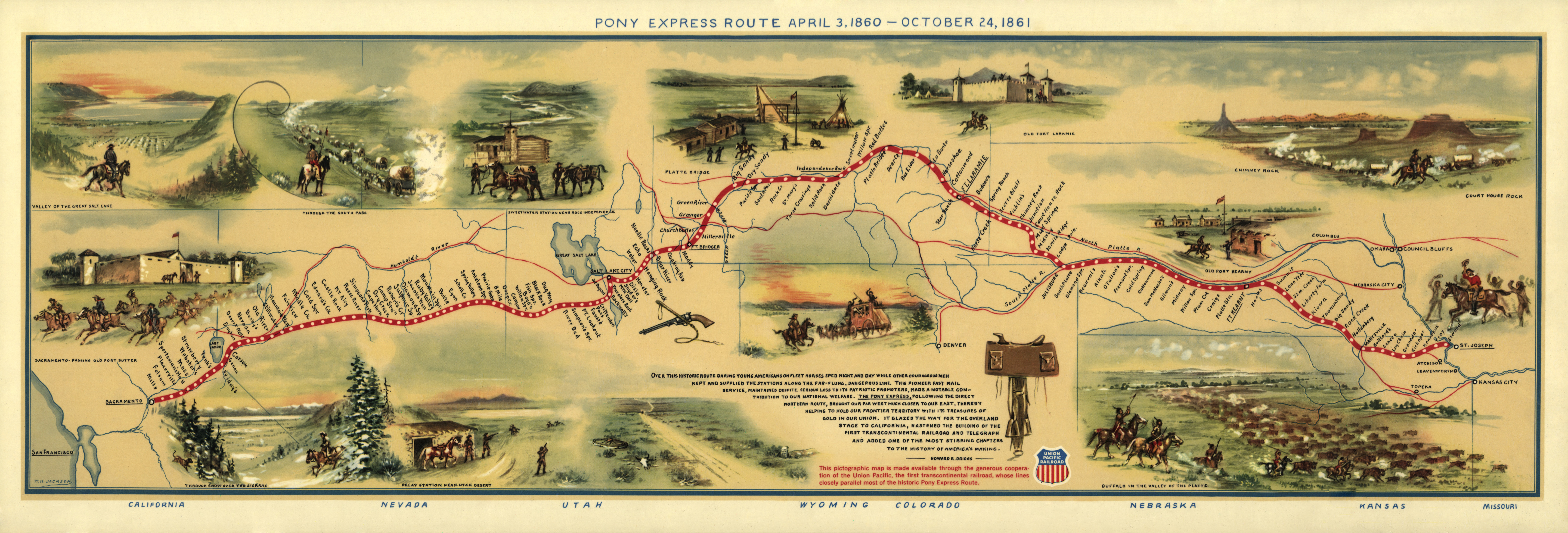
A Pony Express útvonala

- Yellowstone Nemzeti Park

### Éghajlat

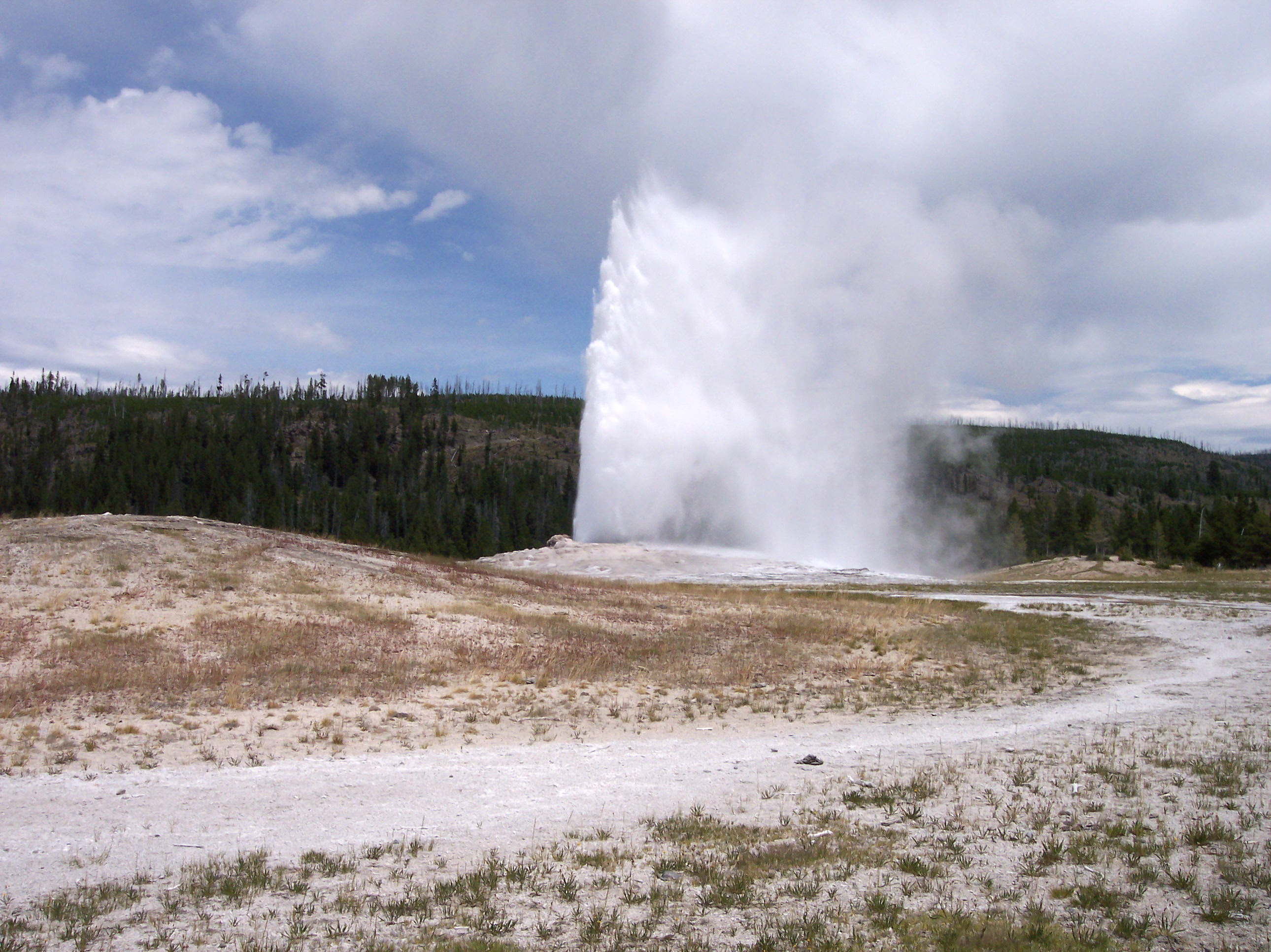
Az Öreg Hűséges gejzír a Yellowstone Nemzeti Parkban

Wyoming klímája általában félszáraz kontinentális, az Egyesült Államok többi területéhez képest kevesebb csapadékkal, több széllel és szélsőséges hőmérsékletekkel – nagyrészt az állam domborzatának köszönhetően. A wyomingi nyár meleg, 29–35 °C közötti hőmérsékletekkel. A nagyobb magasságokban azonban lényegesen hidegebb van – az állam 2700 méteres átlagmagasságánál a nyári hőmérsékletátlag már csak 21 °C. A nyári éjszakák alatt a levegő gyorsan lehűl, és még a nappal legforróbb helyeken is 10–14 °C közötti az éjszakai hőmérséklet.
Az állam nagyobb részén a legtöbb csapadék főleg késő tavasszal és kora nyáron hullik le. A telek hidegek, de a szélsőségesen hideg időszakokat néha a főnjellegű chinook szokatlan melege váltja fel.
A csapadék a magasság függvényében változik, a Big Horn-medence 125–200 mm-es csapadékszintje gyakorlatilag sivatagias. Az északi területeken és a keleti síkságokon az évi csapadékátlag 250–300 mm közötti, tehát félszáraz. Egyes hegyvidékeken akár 510 mm csapadék is lehullhat, nagyrészt hó formájában – ez akár 510 cm vagy még nagyobb havazást is jelenthet.
Wyoming bármely részének klímáját a hely földrajzi szélessége, a tengerszint feletti magassága és a helyi domborzati viszonyok határozzák meg. Ezek együttesen befolyásolják a légmozgásokat, a hőmérsékleti változásokat, és a keletre mozgó időjárási rendszerek által behozott légnedvességet és csapadékot.
Télen Wyoming gyakran kerül a jet stream alá, vagy attól északra. Ez megmagyarázza a gyakori erős szélfúvást, a betörő sarkvidéki levegőt és csapadékot. Így tökéletes körülményeket teremt az állam északnyugati részén található síparadicsomok számára. Nyáron a jet stream felhúzódik Kanada fölé, ezért az időjárás enyhe és kellemes – pont akkor, amikor beindul a wyomingi turistaszezon.
Az egyik turisztikai célpont, Jackson 1899 méterrel található a tengerszint felett és körbeveszik a hegyek. A júliusban várható legmagasabb hőmérséklet itt 26,5 °C, de az átlag inkább 18,5 °C körül van.
Wyomingban nagyobbak a topográfiai és időjárási különbségek, mint általában a többi államban. A magasságok a Gannett Peak 4207 méterétől a Belle Fourche-folyóvölgy 952 méteres legalacsonyabb pontjáig terjednek. A rossz idő nem ritka Wyomingban, és a jégverési károk az egész országban többek között itt a legjelentősebbek. A zivataros napok száma is változik az államon belül – ez a délkeleti síkságon a legmagasabb. A zivatarok főleg késő tavasszal és kora nyáron csapnak le a vidékre, és szintén a délkeleti síkságon a legnagyobb a tornádó-veszély. Onnan nyugatabbra és magasabbra haladva jelentősen csökken a tornádók megjelenési esélye, és a nyugati államrészben már alacsony a tornádó-veszély. A keletebbre található államokkal ellentétben a wyomingi tornádók általában kicsik és rövidebb ideig tartanak.

## Történelem
Wyoming mai területén eredetileg számos indián törzs élt: crow, arapaho, lakota és shoshone. Az állam nevét a delaware „nagy folyó síkság” kifejezésből alkották, eredetileg a pennsylvaniai Wyoming-folyóval kapcsolatban. Az őslakosok közül kevesen találkoztak fehér emberrel, amikor az első felfedezők arra vetődtek. Bár francia trapperek az 1700-as évek vége felé már talán vadásztak a mai Wyoming északi területein, a Lewis és Clark expedíció tagjaként John Colter volt nagy valószínűséggel az első fehér amerikai 1807-ben, aki arra járt. Colter első Yellowstone beszámolóit teljesen kitaláltnak vélték. Később, 1812-ben Robert Stuart és öt másik nyugatról visszatérő utazó felfedezte a South Pass hágót. 1850-ben Jim Bridger felfedezte a ma már Brider-hágónak nevezett hágót, amelyen 1868-ban a Union Pacific Railroad vasutat, majd a 20. században a szövetségi kormány autópályát épített. Bridger, akárcsak Colter, bejárta a Yellowstone-t, és az arról készült útleírásait szintén kitaláltnak vélték.
A Union Pacific vasútja 1867-ben elérte Cheyenne városát, a későbbi fővárost, amely ezután fejlődésnek indult. 1868. július 25-én megalakult a független Wyomingi Terület. A délre fekvő Coloradóval ellentétben Wyomingban nem volt aranyláz, és a népesség sem növekedett olyan nagy mértékben, mint a déli szomszédban. Az állam egyes részein rezet találtak.
Amikor Yellowstone-ba jutottak az első állami szervezésű expedíciók, akkor kiderült, hogy Colter és Bridger korábbi beszámolói igazak voltak. 1872-ben megalapították a Yellowstone Nemzeti Parkot, a világ első nemzeti parkját. A nemzeti park területének nagy része Wyoming északnyugati területén található.
Wyomingot 1890. július 10-én vették fel az Egyesült Államokba. Nevét Thomas Campbell 1809-es versében, a Gertrude of Wyoming-ban található, pennsylvaniai Wyoming-folyóvölgyről kapta. A nevet J. M. Ashley ohioi kongresszusi képviselő ajánlotta.
1869-ben Wyoming szavazati jogot adott a nőknek, egyes vélemények szerint részben azért, hogy így biztosíthassa az Unióba való felvételről szóló népszavazás sikerét. Wyoming nemcsak a női szavazati jogban volt az első állam, hanem általában a nők politikai szerepvállalásában. Az első nőt tartalmazó esküdtszék 1870-ben Laramie-ben ült össze. Mary Atkinson volt az első női törvényszolga (Laramie, 1870), és Esther Hobart Morris az első női békebíró (South Pass City, 1870). 1924-ben Wyoming választotta az első női kormányzót Amerikában, Nellie Tayloe Rosst.
Wyoming adott helyszínt a Johnson megyei háborúként illetve wyomingi polgárháborúként is elhíresült összetűzésnek. 1892-ben új és régi ranchtulajdonosok, valamint felbérelt zsoldosok, seriffek és végül a katonai lovasság csapott össze a földterületek feletti tulajdonjogokon.

## Közigazgatás

### Megyék

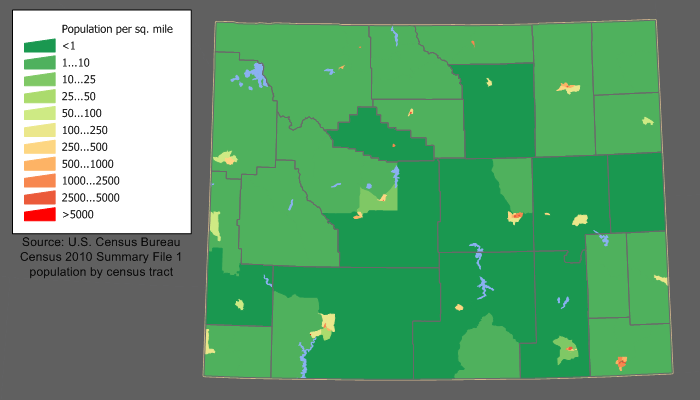
Wyoming népsűrűségi térképe

Wyoming államnak 23 megyéje (county) van.
| - Albany megye - Big Horn megye - Campbell megye - Carbon megye - Converse megye - Crook megye - Fremont megye - Goshen megye - Hot Springs megye - Johnson megye - Laramie megye - Lincoln megye | - Natrona megye - Niobrara megye - Park megye - Platte megye - Sheridan megye - Sublette megye - Sweetwater megye - Teton megye - Uinta megye - Washakie megye - Weston megye |

2005-ben a wyomingiak több mint fele, 52,4%-a az öt legnépesebb megye (Laramie, Natrona, Campbell, Sweetwater, Fremont) egyikében lakott.

### Városok

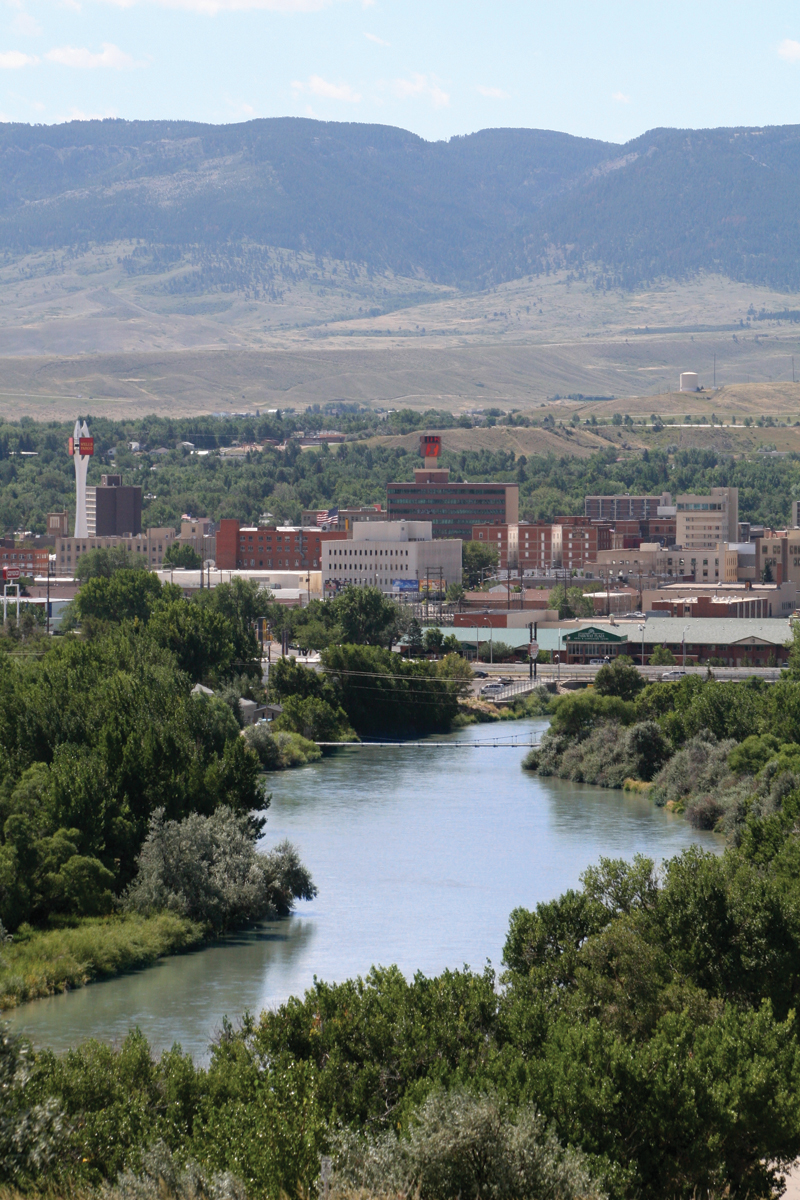
Casper

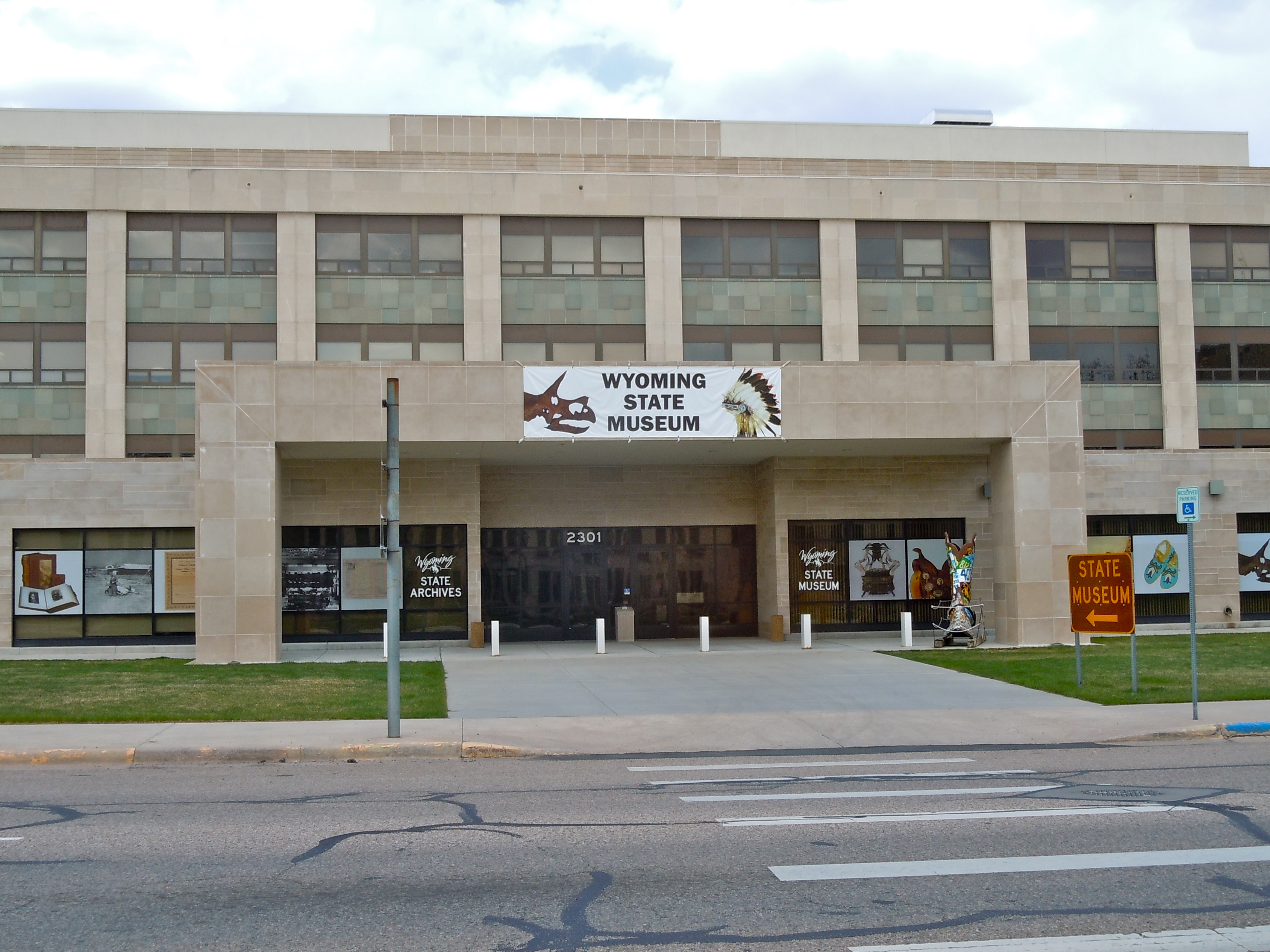
Wyoming Állami Múzeum, Cheyenne

Wyomingnak 98 városi rangú települése van.
| Rangsor | Település    | Megye      | Népesség |
| ------- | ------------ | ---------- | -------- |
| 1.      | Cheyenne     | Laramie    | 55 731   |
| 2.      | Casper       | Natrona    | 51 738   |
| 3.      | Laramie      | Albany     | 26 050   |
| 4.      | Gillette     | Campbell   | 22 685   |
| 5.      | Rock Springs | Sweetwater | 18 772   |
| 6.      | Sheridan     | Sheridan   | 16 333   |
| 7.      | Green River  | Sweetwater | 11 787   |
| 8.      | Evanston     | Uinta      | 11 459   |
| 9.      | Riverton     | Fremont    | 9430     |
| 10.     | Cody         | Park       | 9 100    |
| 11.     | Jackson      | Teton      | 9038     |
| 12.     | Rawlins      | Carbon     | 8658     |
| 13.     | Lander       | Fremont    | 6898     |
| 14.     | Douglas      | Converse   | 5581     |
| 15.     | Torrington   | Goshen     | 5533     |
| 16.     | Powell       | Park       | 5288     |
| 17.     | Worland      | Washakie   | 4967     |
| 18.     | Buffalo      | Johnson    | 4290     |
| 19.     | Wheatland    | Platte     | 3464     |
| 20.     | Newcastle    | Weston     | 3221     |

2005-ben a wyomingiak több mint fele, 50,6%-a lakott a 13 legnépesebb település egyikében.

## Gazdaság
A U.S. Bureau of Economic Analysis 2005-ös jelentése szerint Wyoming bruttó állami összterméke 27,4 milliárd dollár volt. Az állam munkanélküliségi rátája 2006-ban 3,3% volt, ami kedvezőbb az országos 4,6%-os átlagnál. Wyoming gazdasága jelentősen különbözik a többi államétól – a fő húzóágazat a bányászat és a turizmus. A földterület 50%-a szövetségi tulajdonban van, az államé még további 6%. Ezek szabad felhasználású földek, azaz bárki legeltethet rajtuk (amennyiben a talaj ezt persze lehetővé teszi).
A bányászatból származó adóztatható jövedelem 2001-ben meghaladta a 6,7 milliárd dollárt. A turizmusból az államnak több mint kétmilliárd dollár bevétele származott.
2002-ben több mint hatmillió turista látogatta meg Wyoming nemzeti parkjait és emlékműveit. A fő turista-látványosságok közé tartozik a Grand Teton Nemzeti Park, a Yellowstone Nemzeti Park, a Devil's Tower Nemzeti Emlékmű, és a Fossil Butte Nemzeti Emlékmű. Csak a Yellowstone-t évi három millióan látogatják meg.
A mezőgazdaság Wyoming gazdaságának történelmileg erős tevékenysége. Bár gazdasági szerepe az utóbbi években csökkent, továbbra is meghatározó jelentőségű a wyomingi kultúrában és életvitelben. Az állam legjelentősebb terméke a marha, a szalma, a cukorrépa, a búzafélék és a gyapjú. Az állam területének 91%-a számít rurális, vidéki területnek.

### Bányászat
Wyoming ásványkincsei közé tartozik a szén, a földgáz, a szénmező metán, a kőolaj, az urán és a nátrium-karbonát. Az Egyesült Államokban itt dolgozik a legtöbb bányász, és a 2002-es költségvetési évben az állam adóbevétele ebből a tevékenységből 48 millió dollár volt.

#### Szén
Wyoming 2004-ben 358,8 millió tonna szenet bányászott, ezzel az USA első számú széntermelője volt. A felbecsült szénkészlet 62,3 milliárd tonna, amely többek között a Powder River és a Green River medencéiben található.

#### Földgáz
2004-ben 56,4 milliárd köbméter földgázt termeltek ki, ami Wyomingot az ország ötödik legnagyobb földgáztermelő államává tette. A földgázt a belföldi piacokon értékesítik ipari felhasználásra, áramtermelésre és fűtésre.

#### Szénmező metán (CBM)
A széntelérek mellett keletkezett nagy mennyiségű szénmező metánt (coal bed methane, CBM) Wyomingban kitermelik és földgázként értékesítik. 2002-ben 9,3 milliárd köbméter CBM-et termeltek ki, főleg a Powder River medéncéből.

#### Kőolaj
Wyoming 2004-es kőolajtermelése elérte az 51,7 millió hordót, és ezzel az USA hetedik legjelentősebb kőolajtermelő államává vált.

#### Nátrium-karbonát
Wyomingban található a világ legnagyobb természetes nátrium-karbonát készlete. A nátrium-karbonátot üveg, papír, szappan, szódabikarbóna, vízlágyító és orvosságok gyártásánál használják. 2002-ben Wyomingban 15,7 millió tonnányit bányásztak ebből az ipari alapanyagból.

### Adórendszer
A többi állammal szemben Wyoming nem szed be személyi jövedelemadót és nyereségadót, továbbá nem adóztatja meg a másik államban megszerzett nyugdíjakat. A Wyomingi általános forgalmi adó 4%, ezen felül az egyes megyéknek lehetőségük van további 1% általános felhasználású és 2% specifikus felhasználású adó kivetésére – amennyiben persze ezt a szavazók is jóváhagyják. A megyék emellett 2-5%-os lakhatási adót is beszednek. Az állam minden Wyomingon kívül vásárolt termékre 5% fogyasztási adót számol fel. Az ingatlanadókat az ingatlan értékének függvényében számolják ki. Vidéki településeken az ingatlanadó legfeljebb 1,2, városokban legfeljebb 0,8% lehet.

## Közlekedés
Wyomingon három államközi autópálya (I-25, I-80, I-90), és tizenhárom szövetségi országút (US 14, 16, 18, 20, 26, 30, 85, 87, 89, 189, 191, 212, 287) halad át. Az államköziket leszámítva valamennyi autópálya fizetős.
Az államban noha találhatóak vasúti szakaszok, ezeket azonban kizárólag teherszállításra használták. Korábban, a Denver - Ogden (Wyomingon át) vasútvonalon volt személyszállítás, azonban ez az 1983-as vasúti reform idején megszűnt.
A Black Hills Stage Lines autóbusz társaság észak-dél irányban (az I-25-ös államközin) közlekedtet autóbuszokat naponta 2-szer Denverből, 1-szer pedig Gilletteből.
Az állam két legforgalmasabb repülőtere Jacksonban és Casperben található. Leginkább Denverbe és a környező államokba indulnak járatok.